# Cosío (kommun)
Cosío är en kommun i Mexiko.   Den ligger i delstaten Aguascalientes, i den centrala delen av landet, 500 km nordväst om huvudstaden Mexico City. Antalet invånare är 12 619.
Följande samhällen finns i Cosío:
- Cosío
- El Refugio de Providencia
- El Salero
- El Refugio de Agua Zarca
- Zacatequillas
- La Esperanza
- El Durazno
- Guadalupito
- Mexiquito